# 焼尻港
焼尻港（やぎしりこう）は、北海道苫前郡羽幌町の焼尻島にある港湾。港湾管理者は羽幌町。港湾法上の「地方港湾」に指定されている。漁港としては「天売焼尻漁港（西浦地区）」という名称の第1種漁港である。
焼尻島で唯一の港湾であり、島の生活・産業や観光の拠点となっているほか、天売港と羽幌港への航路がある。

## 港湾施設
- 岸壁（-5.0 m）
- 船揚場（東浜）
- 物揚場
  - -2.5 m（東浜）
  - -2.5 m

## 航路
フェリー
- 羽幌沿海フェリー
  - 焼尻—羽幌—焼尻—天売—焼尻

## 沿革
- 1933年（昭和08年）：漁村振興船入澗補助で着工。
- 1953年（昭和28年）：「地方港湾」指定し、焼尻村が港湾管理者となる。
- 1959年（昭和34年）：「町村合併促進法」により、焼尻村が羽幌町と合併。
- 1965年（昭和40年）：港則法による「適用港湾」指定。
- 1971年（昭和46年）：臨港地区設定。
- 1989年（平成元年）：フェリー「おろろん」就航[3]。
- 1991年（平成03年）：高速船「さんらいなぁ」就航[3][4]。
- 2001年（平成13年）：耐震強化岸壁（-5.0 m）供用開始。フェリー「おろろん2」就航[3]。
- 2013年（平成25年）：高速船「さんらいなぁ2」就航[3]。

## 参考資料
- “H27羽幌港事業説明資料” (PDF).  北海道開発局留萌開発建設部. 2018年12月4日閲覧。